# 勇者ライディーン
『勇者ライディーン』（ゆうしゃライディーン）は、1975年（昭和50年）4月4日から1976年（昭和51年）3月26日まで、金曜日19時00分 - 19時30分にNETテレビ系列で放送されたテレビアニメ。全50話。
この時間枠は長らくMBS担当だったが、1975年3月31日の「ネットチェンジ」によってNETが獲得。関西地区では朝日放送に系列局が変わり、第2期ウルトラシリーズの最終作となった『ウルトラマンレオ』終了後に本番組が始まった。
企画は東北新社、アニメーション制作は創映社、広告代理店は旭通信社、主提供スポンサーはポピー。
創映社による初のロボットアニメで、前作『ゼロテスター』の制作スタッフが担当し後の路線の礎となった。安彦良和は本作で初めてキャラクターデザインを担当した。

## 作品解説

### 製作経緯
東北新社当時社長の植村伴次郎の「東映動画ではマジンガーZをやって儲かっているから、でかいロボットをつくればいい」の一言から本作品の企画は始動した。
目標は「マジンガーを越える」ことに据えられた。ただし関係者によって若干の意識相違はあり、富野喜幸は「マジンガーZとゲッターロボを越える」、安彦良和は「グレートマジンガーを越える」であったと述べている。ただ、いずれにしても当時は『マジンガーZ』の続編『グレートマジンガー』が苦戦状態にあり、ただ似せただけではヒットしないことは明白だったため、従来のロボットアニメ作品に使われていない、斬新な設定、物語、キャラクターデザイン等の導入や開発が図られた。
主役ロボットには後述の外見意匠上の差別化だけでなく、玩具会社提案を積極採用した結果としての比較的無理の少ない別形態への変身能力付与、それ自体が未知の古代文明による兵器であること、ロボットが搭乗者を選ぶこと、いわゆる乗り物操縦でなく搭乗者の身体動作をなぞって動作すること、光線兵器が強力な切断力をも合わせ持つ等の設定が与えられた。
物語・演出面では伝奇／オカルト要素、古代王家の子孫という貴種流離譚要素、消えた母への思慕や高貴で美形な敵役の配置といった舞台劇ではオーソドックスなドラマ要素の導入、ロボット物未経験の富野喜幸、長浜忠夫の監督起用が図られた。脚本は五武冬史のほか、伊上勝や高久進、辻真先らが担当した。
ライディーンという名称は、江戸時代の力士「雷電」を英語風に付けたもの。放映開始前には当時の人気雑誌『テレビマガジン』誌上で主役ロボット名の投票が行われた。候補は「ザマンダーキング」「エメランダー」と「ライディーン」。「ザマンダーキング」は本作の企画段階の名称。「エメランダー」は決定済みだった彩色ではなく、緑塗装版のイラストを掲載したことによる。

### 受容と影響
放送後、関連商品はヒットし、ポピーの売上は『マジンガーZ』を越えた。その利益は東北新社を潤したが、制作を請け負った創映社には回ってこなかったため、この不満が後年の同社の独立のきっかけともなった。
安彦良和の描く、細くはかなげな主人公と美形敵役シャーキンは、多くの女子ファンを獲得した。参加資格が女子中高生のみで男子禁制の「ライディーンファンクラブ・ムートロン」なども存在し、会員数は最盛期に1000人を越えた。ファンは制作スタジオに押しかけたり、第27話でシャーキンが死んだ際には、長浜宛にカミソリ入りの恨みの手紙が多数届いた。
シャーキンは以後のサンライズが自社作品に頻出させる美形悪役の始祖であり、後年の同社の看板アニメシリーズ『ガンダムシリーズ』に登場する人気キャラクター・シャア・アズナブルの名もシャーキンにあやかっている。
勇者シリーズの第1作『勇者エクスカイザー』は「サンライズが『勇者ライディーン』から始まってるから」という理由で付けられたという。

### ストーリーの伝奇性と監督交代劇
当時のユリ・ゲラー出演番組などに代表される超常現象ブームに便乗する形で、チーフ・ディレクターの富野喜幸が『海のトリトン』でも得意とした伝奇ロマンを狙った企画だった。しかし、ロボットアニメというジャンルへの気負いもあり、伏線やキャラクター設定を活かしきれず、シリーズ展開も混迷した末に監督の交代へと至った。更にはそのオカルト路線が、NETテレビの株主・朝日新聞の「スプーン曲げなどのオカルト（超常現象）ブームには迎合せず、徹底批判する」という当時のキャンペーンに反していたことで、その内容から超常現象などの描写を封じる路線変更を余儀なくされた。
この経緯について後年、富野はインタビューで述懐している。本作は元々、先行する『マジンガーZ』『ゲッターロボ』等と差別化を図るため、スポンサーの了承の下でオカルト設定を取り入れて企画された。しかし、第3話までの作画・1クール（第13話）までの話が固まったところで、後から決まったNETプロデューサーからオカルト色排除の業務命令が出された。やむなく第4話から路線転換を図り、コミカルな要素も盛り込んだ痛快活劇の王道への修正を行うが、その後も「ちゃんと直っていない」と更なる直しを要求するNET、「局の言いなりになるな」と反発する制作現場、代理店、スポンサー等、富野の元にはそれぞれの立場からバラバラの要求が出される。板挟みになった富野はこれらをまとめ切れず、騒動の責任を取らされて降板させられた。
だが、脚本の五武冬史と富野に代わって監督となった長浜忠夫の頑張りで明朗な物語を紡ぎ出し、後に「長浜アニメ」と称される路線を確立した。富野自身も後任となった長浜の下で引き続き制作に関わり、その演出を見てかなりの影響を受けたことを述べるなど、後の『無敵超人ザンボット3』から始まり、『機動戦士ガンダム』を経て開花した、富野ロボットアニメの萌芽をうかがわせる作品となった。また、皮肉にも交代後の長浜の下で、ムー帝国の遺跡の出現、ムー帝国の末裔の登場といった伝奇性の強い演出が行われ、物語の進行にインパクトを持たせる結果となる。

### 主人公ロボットデザイン
前述のように本作は『マジンガーZ』を強く意識しており、マジンガーが黒、悪人顔、西洋甲冑、飛び道具による遠距離戦などのイメージを持っていたのに対し、ライディーンはトリコロール（赤、青、白）、善人顔、日本甲冑、接近戦（チャンバラ）というイメージである。いずれもリサーチの結果、『マジンガーZ』が当時の子供達に不評だった点を『ライディーン』で修正した。
東映による『マジンガーZ』に代表される本作以前のアニメに登場するロボットは、絵の左右反転を可能にすることで作画工程の効率化を図るため左右対称のデザインとなっていたが、本作で業界に新規参入した「創英社」及び「サンライズスタジオ」は、当時大人気だった『マジンガーZ』に対抗するため、左右の腕に違う武具を装備するという新しく、手間のかかる非対称なデザインに挑戦した。サンライズの作成スタッフである風間洋(河原よしえ)は、このことが同社の後の作品である『無敵超人ザンボット3』などにも影響を与えたと述べている。
大鎧とベルボトムとツタンカーメンのマスクと鷲（変形時）がモチーフになっている。デザインは安彦良和とポピーの村上克司との共同によるもので、クリンナップは安彦が行った。以後に通例となるポピー側からのマスターデザインの提示はなかったようで、安彦は「とにかく白紙からやらされたっていう覚えはある」と語っている。
村上克司によると『仮面ライダー』のような変身による二面性をロボットに持たせようとした結果、鳥に変形することを思いついたそうである。
2006年にはアサヒ飲料の缶コーヒー「WONDA 100年BLACK」（現・BLACK WONDA 〜ブラックワンダ〜）のTVCMに数秒間、モノクロの映像で登場した。

### リメイク作品
後年、本作とタイトル呼称を同じにしてリメイクしたテレビアニメ作品が製作・放送されている。ただし、いずれも物語の作品世界は独立している。
- 『超者ライディーン』（1996年10月から1997年6月までテレビ東京系列で放送）
- 『REIDEEN』（2007年3月から同年9月までWOWOWで放送）

## ストーリー
1万2000年前にムー帝国を襲った妖魔帝国が再び現代に蘇り、「悪魔の時代の完成」を目指して活動を開始した。そして、世界で謎の大地震が発生する。
考古学者の祖父と父を持つ快活な少年ひびき洸（あきら）は地震直後に「目覚めよ勇者よ、ライディーンが待つ」と語りかける謎の声を聞き、導かれるままボートで沖へ向かう。そのもっと沖合には洸の父一郎が乗る調査船がいた。古代ムーの文献に書かれた謎のエネルギー「ムートロン」を調査していたのである。その調査船を狙い妖魔帝国軍のドローメとガンテが海中から浮上し迫る。一方洸のボート付近の海が突如うねり始め大渦になる。渦の中心からピラミッドが現れ、その中から巨大な金色の像が出現した。洸が呪文を唱えると像は洸を吸い込み鮮やかな色彩を帯びて動き始めた。像は古代ムー帝国が妖魔に対抗するため作り上げた巨大ロボットライディーンだったのだ。洸はライディーンを操縦してなんとか妖魔軍を退けるが、調査船と乗員はガンテの魔力で石にされ、船は沈み乗員は拐われてしまう。
想定外の敵の出現に驚いた妖魔帝国のプリンス・シャーキンはライディーンに興味をもつ。

## 登場人物

### 地上人
ひびき 洸（）
声 - 神谷明（次回予告ナレーションも兼任）
本作の主人公。 ムー帝国の帝王ラ・ムーの娘レムリア（日本名:ひびき玲子）の一人息子であり、ライディーンの操縦者として運命付けられた少年。父は、考古学者のひびき一郎。設定年齢15歳で、臨海学園に通う中学三年生。二枚目で、学園のアイドルの桜野マリとは互いに好意をもつ間柄。熱血漢であり、血の気が多く攻撃的で喧嘩っ早いが、天然ボケな面も持つ。サッカー部のキャプテンであり、部員に慕われている。第1話からスパーカーというバイクを乗り回しており、通学にも用いている。戦闘服の着用は第2話から。父は妖魔帝国によって石にされ、母も行方不明、という過酷な状況で戦い続けるが、周囲の助けもあり明るく振舞っている。しかし妖魔帝国のこととなると途端に我を忘れ、特に母親がらみでは、周囲の状況を省みずに暴走気味になることもしばしばだった。ライディーン出現後は、ムトロポリスのコープランダー隊に所属している。
- 企画書での名前は黒鋼海人で、アメリカンフットボールの選手の設定だったが、スマートで親しみやすい主人公にするために現在の設定となった。
- 名前は、平和のために戦う主人公の祈りの叫びがひびき渡り、ムートロンの光、平和の光が太平洋の底のムー大陸まで届けという意味で名付けられた。

桜野 マリ（）
声 - 高坂真琴（第1話 - 第30話）→芝田清子（第31話以降）
本作のヒロイン。 臨海学園のアイドル。洸のみ、たまに「まりっぺ」と呼ぶ。東山博士の養女とする資料があるが、劇中では明確な説明はない。また、ロマンアルバムでは娘とされている。なお、第2話などで東山博士をお父さんと呼ぶシーンがあり、第18話では、洸に対し「東山所長」と発言している。サッカー部のマネージャーであり、洸とは周囲も公認のカップル。洸の母が行方不明のため、彼の生活全般の面倒を見る母親代わりでもあった。洸がライディーンに乗ることになってもそれは変わらず、持ち前の明るさと行動力でサポートしていた。明日香麗がコープランダー隊に入隊して以降は、何かにつけてやきもちを焼くという少女らしい面も見せている。自分のせいで洸の目が一時的に見えなくなった第25話の戦いでは、スパーカーを操縦し洸にフェード・インをさせただけではなく、スピットファイターで敵にはりつき洸（ライディーン）の目の代わりになった。第31話以降は、洸の父と祖父がチベットへ行くのを受け、同行するためにコープランダー隊を離れた明日香麗に代わってコープランダー隊に入隊し、名実ともに戦うヒロインに成長した。因みに隊員服はセーラー服を模している。
作品のお色気要員でもあり、頻繁にパンチラがあり、中盤に差し掛かる頃は毎回サービスシーンがあった。特に第26話ではボインダーの燃料が切れたため、乗組員全員が燃料の代用として服を炉にくべていた所に居合わせてしまい、服を強制的に剥ぎ取られてスリップ一枚の姿にさせられている。
- 企画書での名前は姫貝さゆりで、学園の花という設定だった。

神宮寺 力（）
声 - 井上真樹夫
コープランダー隊所属のパイロットで、ブルーガーを操る。一見孤高に見えるクールで口の悪さは相当なもので周囲から誤解されやすい。操縦の腕は超一流で、初登場の第3話は、小型プロペラ機でライディーンを援護しつつレッド団も助けた。実戦経験があり、猪突猛進な洸を馬鹿にしていたが、本人も意外に熱血漢であり、ブルーガーで化石獣に突っ込んでいくこともしばしばだった。交通事故で弟を亡くしているらしく、家族を思う気持ちは強い。最終回直前、圧倒的な力を持ち傷つけることさえ困難な大魔獣バラゴーンに特攻し、戦死する。それは、バラゴーンに対抗するためにラ・ムーの星を発動させた場合、洸の母であるレムリアが死んでしまうことを知っての行動だった。愛称は「ミスター神宮寺」→「ミスター」。

荒磯 ダン（）
声 - 山下啓介
洸の親友で大柄な少年。サッカー部の副キャプテンであり、コープランダー隊に対抗して第5話で結成されたレッド団の団長。初期は、洸に対抗意識を持っている部分も見られたが（特にマリに関して）、洸の危機には身体を張る男気を見せる。第11話でライディーンの存在が敵を呼ぶという非難を浴びた際には一般市民に対しても盾となって洸を庇った。第18話では、自分の代わりはいてもライディーンのパイロットは他にはいないと、アギャールの罠から洸を逃がした。猿丸に頼み込んでボインダーを造ってもらい、ライディーンの援護も行なった。出ベソである。

明日香 麗（）
声 - 江川菜子 / 岡村明美（スーパーロボット大戦シリーズ〈一部〉）
霊感に長けている超能力少女。落ち着いた雰囲気を持ち、大人の女性を感じさせるが、暴走族に入っていた過去がある。修道院にもいたらしく、初登場時はシスター姿だった。超能力でライディーンの存在を知り、コープランダー隊に入る。妖魔帝国の化石獣の気配を察知できる力を持つ。当初の設定ではレムリアの姉で、そのためにライディーンと呼応できる能力があった。また、冷凍睡眠から遅れて目覚めたために妹より年が若く見えるなどの設定があったが、それらの設定が生かされることはなく、第30話で洸の父と祖父がチベットに行くのに同行し、コープランダー隊を離れる。第45話では、ひびき一郎・ひびき久造とチベットに滞在するシーンが描かれたが、彼女は帰国していない。マリにはやきもちを焼かれていたが、自身は洸を恋愛対象としては見ていなかった。
中盤、髪型が変わっている。サイドにピンピンと跳ねた毛があったが、全て跳ねの寝た形になり、顔からはそばかすも消えた。
- 企画書での名前は大波強子で、網元の娘でフットボールのマネージャーという設定だった。

猿丸 太郎（）
声 - 西川幾雄
ムトロポリス所属の天才少年。中学三年生。洸などから猿丸大先生と呼ばれることもある。日々ムートロンの解析に余念が無い。丸眼鏡をかけ、うだつのあがらない学生のような外見だが、ムトロポリスの中でもライディーンの構造解析では1番優れていた。ライディーンの改造を試みて失敗するも、その後機体を解析し、強化のための封印を見つけ出したのは彼である。当初はメカニックマンとしてスカウトされたため戦闘にはあまり関わらなかったが、後半はコープランダー隊のメンバーとしてブルーガーに同乗し、貴重な後方支援役として活躍した。レッド団のボインダーを作ったのも彼である。

東山 大三郎（）
声 - 木原正二郎
未来工学研究所（通称ムトロポリス）の所長。コープランダー隊の隊長も兼ねる。博士の肩書きを持っているが、白衣は着用せず、もっぱらコープランダー隊の制服を着用していた。劇中では判然としないが、マリの養父という資料もある。

ひびき 久造（）
声 - 宮内幸平
洸の祖父であり、一郎の父。考古学者。ラ・ムーの星とレムリアの繋がりを真っ先に見抜いた。後半では彼もチベットへ向かうが、終盤でムトロポリスに復帰する。
- 企画書での名前は黒鋼海六で、戦争中、戦争反対を叫び投獄されていたという設定だった。

ひびき 玲子（）＝レムリア
声 - 日比野美佐子
洸の母。実は12000年前のムー帝国の王ラ・ムーの娘で、バラオ復活を予見していたラ・ムーにより冷凍睡眠装置で現代に送り出された。洸を出産後、迫り来る妖魔帝国の脅威に対抗すべく、家族を捨ててまでラ・ムーの星を探すために放浪の旅をしていた。第47話で遂にラ・ムーの星を探し当て、洸とも十数年ぶりの再会を果たすが、最終話でラ・ムーの星を発動させ、その代償によって死亡する。
亡骸は古代船に回収され、空の彼方へと去って行き、物語の終わりを告げた。
- 企画書での名前は黒鋼雪乃で、日本的でひかえめな女性という設定だったが、上記の久造同様にストーリーの神秘性を出すために変更された。

ひびき 一郎（）
声 - 村越伊知郎
洸の父。考古学者。スパーカーを製作した。海上で調査中にガンテに襲われ、息子の目の前で乗船ごと石にされ、沈没後拐われた。第27話でライディーンをおびき出す人質として復活させられる。洸によって救出された後、行方不明の妻を捜すため、久造と明日香麗と共に旅に出る（第30話）。第45話ではチベットにおり、第46話で久造とともに帰国している。第28話で、シャーキンから玲子がムー人だと聞かされ驚いたことを洸に告げていた。

こっぺ（伊豆公平）
声 - 貴家堂子
サッカー部員兼レッド団の一員。臆病なくせに生意気で出しゃばりな性格で、主要人物の中でもダンと並ぶトラブルメーカー。神宮寺の亡くなった弟に雰囲気が似ているらしく、彼から可愛がられていた。以下の部員は、小柄な者ばかりである。

とび俊（飛田俊作）
声 - 丸山裕子
サッカー部員兼レッド団の一員。後輩3人組の中では最も気が強く、ドローメに果敢に立ち向かうも捕らえられ、触手で弄ばれてしまったことがある。

のすけ（しんのすけ）（松平新之助）
声 - 小宮和枝
サッカー部員兼レッド団の一員。アッちゃんの兄で妹思い。当初は台詞も少なかったが、アッちゃんのレギュラー化を機に増加した。

アッちゃん
声 - 松金よね子
第17話より登場。のすけの妹でかなりませている。年齢不詳。洸に憧れており、彼女を気取っているため、マリには特に容赦がない。いつもペットの子ワニ・次郎長を帽子の上に乗せており、何かというと次郎長をけしかけ、（特にマリの尻に）噛み付かせる。

ポン太（）
声 - 松金よね子
学校で飼育されている狸で、サッカーもできるマスコットキャラクター。人間の幼児程度の知能がある。

### 妖魔帝国
1万2千年前にムー帝国を襲った悪魔の軍団。
プリンス・シャーキン
声 - 市川治
妖魔帝国の悪魔王バラオに仕える、悪魔人の王子。普段は帽子とマスクを着用している。悪魔世紀復活を目指して地上侵攻を目指すが、ライディーンの抵抗に苦戦。バラオの怒りの波動を受けて苦しむこともあり、その様は後に定番化した。失敗続きの部下任せにはせず、自ら作戦を企画立案して行動することも多い。得意としているのは情報戦らしく、ライディーンこそ悪魔の手先であるという情報操作を行ない、ライディーンによく似た化石獣ギルディーンを出撃させたり、砂場金吾（すなば きんご）という名で人間に化けて臨海学園に潜り込み、洸を痛めつけてもいる。
プリンスとされているが、実はラ・ムーの血縁にあたる人物であり、洸とも血縁関係にあったとされる。しかし本人は最後までそれを知ることなく、巨大シャーキンとなりライディーンと戦い、割腹して果てた。洸はその死に際し「シャーキンがもし味方だったなら」と悼んだ（第27話）。
- 脚本家の辻真先はシャーキンのマスクをつけた姿に関して、「プロレスの悪役キャラみたいで、もったいない」と思っていたという。インタビュアーの岸川靖に「その「もったいない」と思った点が『超電磁ロボ コン・バトラーV』以降の美形悪役に反映されるわけですね」と聞かれた際も肯定している。
- 市川治によれば、『スーパージェッター』以来のアニメ作品だったため、のびのびとやったという。市川としては「勇者シャーキンのつもりでいくぞ!」という気持ちであり、敵役であってもシャーキンとしての気位や気品の高さを出すよう、語尾の表現に工夫したという。第27話でシャーキンが死ぬ回は、台本を丸暗記して画面だけ見て演じて最後まで全力投球で演じたが、もう少し生かしておいてほしかったとも語っている。

飯塚昭三の声と質が似ているため、飯塚が全体的にトーンを下げ、加藤が全体的にトーンを上げるようにして区別がつくようにしたという。最後の死の場面では人間でないものが死ぬため、「ふつうよりももっともっとオーバーに、それでいて、やや人間的な感情がこめられるように」気をつけたという。
巨大シャーキン
妖魔の雷で巨大化したシャーキン。武装はサーベル、ミサイルと化した髪の毛、回転ノコギリとしても使える盾など。それ以前の戦いでダメージを負ったライディーンを追い詰めるが、紙一重の差でゴッドブレイカーに貫かれる。のちの巨大化した幹部の巨烈獣バンガーと比べてメカ描写に乏しい。

アギャール将軍
声 - 相模太郎 / 池水通洋（スーパーロボット大戦DD）
妖魔帝国の戦闘指揮官。将軍という肩書きでプライドは高いが、おっちょこちょいな面もあり、徐々にコメディ担当になっていった。幹部の中では地位は低くベロスタンより下。ライディーンに負け続けた結果、第18話で悪魔憲法第49条により死刑を宣告される。そのため、最後の作戦として、妖魔帝国に命を狙われているふりをして臨海学園に逃げ込み、洸を罠にかけた。

ダルダン提督
声 - 仁内達之
第18話ラストより登場した、アギャール将軍の後任の戦闘指揮官。アギャール将軍に比べて冷徹、残忍な性格。
第27話で最後の戦いに臨むシャーキンの先陣を務め、ガンテに乗り込みライディーンと対決。ゴッドバードの直撃を食らって爆散した。

祭官ベロスタン
声 - 肝付兼太
妖魔帝国の祭祀長で、化石獣復活を行なう。ベロスタンが石の山に呪文を唱え、バラオ像の眼から怪光線が発せられると、石は化石獣に変わる。配下の神官を複数抱えていた。第27話、バラオの復活により妖魔帝国が崩壊した際に地割れに飲まれている。その後散った。

バラオ
声 - 滝口順平
妖魔帝国の帝王。石像に封印されていたが、シャーキンが死の間際に捧げた祈りのために第27話ラストで復活。復活後は「妖魔大帝バラオ」を名乗る。復活後は妖魔島に巨烈獣より巨大な上半身が生えた異様な姿をしている。また最終回で島が破壊された際、根の生えた心臓のような下半身を露わにした。激怒巨烈には「大王様」と呼ばれていた。巨烈兄弟を率いてライディーンを苦しめた。当初は劇中で「バオラ」と呼ばれていた。
巨烈兄弟とバラゴーンを失ったバラオは決戦を挑むためムトロポリスへの進撃を始める。その際天変地異を起こし、街を壊滅に追いやった。ライディーンを圧倒するがムートロンの力を得たライディーンに敗れ去る。武装は火炎放射と手、角から放つ破壊光線、剣、大鎌、弓、ブーメランなどの白兵戦武器など。

豪雷巨烈（）
声 - 加藤精三
復活したバラオがヒマラヤから蘇らせた側近。化石獣よりも強力な巨烈獣を操る。ずる賢い頭脳派であり、激怒巨烈の兄にあたるが仲は悪く、時には互いの作戦を妨害することでライディーンに利する結果も招いた。しかし激怒が戦死した際にはこれを悲しみ、仇を討つべく自らを巨烈獣と化してライディーンに決戦を挑んだが、すんでの所で逆転されて戦死した。
- 加藤精三によれば、飯塚昭三の声と質が似ているため、飯塚が全体的にトーンを下げ、加藤が全体的にトーンを上げるようにして区別がつくようにしたという。最後の死の場面では人間でないものが死ぬため、「ふつうよりももっともっとオーバーに、それでいて、やや人間的な感情がこめられるように」気をつけたという。

巨烈獣バンガー
轟雷巨烈が第48話後半でライディーンに最後の決戦を挑むために自らを巨烈獣と化した姿。
足裏と股間のキャタピラで海上を走行し、かかとに当たる部分のブースターで空も飛べる。
サーベルを中心に胸と爪先部分のドリル、股間部の巨大なキャタピラを敵に巻き付けて捕縛するスネークキャタピラ、腹部のバンガーミサイル、自らの剛力を武器にムトロポリスを壊滅寸前に。ゴッドボイスすら通じずライディーンを破壊寸前にまで追い込んだが、レムリアがライディーンに渡したペンダントで唯一の弱点であった目を貫かれたことで形勢を逆転され、ゴッドバードによって腹から上下に両断されて爆死した。
ムトロポリスおよびコープランダー隊からは「大巨烈獣」と呼ばれていた。

激怒巨烈（）
声 - 飯塚昭三
復活したバラオがゴビ砂漠から蘇らせた側近で豪雷巨烈の弟。兄同様、化石獣よりも強力な巨烈獣を操る。兄に比べ巨漢で頭を使うことは苦手。怒りっぽく短気で好戦的なため、反りが合わない兄とは何かにつけて争っていた。武人肌で、敗れた巨烈獣を讃えて黙祷で応えたこともある。第47話で専用の戦闘機を巨烈獣ゴースタンに合体させて決戦を挑むも、ゴーガンソードでゴースタンごと左右に真っ二つにされて敗北、戦死する。

## 登場メカ

### ライディーンとその仲間達
ライディーン
12000年前ムー大陸で、ムー帝国の王ラ・ムーの命により妖魔帝国の侵略に対抗するために開発された巨大ロボット。普段は人面岩内部に金色の素体状態で格納されているが、ラ・ムーの血筋を引く操縦者のひびき洸がフェード・インすることで、彼の念動力がキーとなって稼働する。身長52メートル、体重350トン。
材質はムートロン金属で、動力源となる神秘のエネルギー、ムートロンの作用により、戦闘で受けたダメージは素体状態の時に自己修復される。物語中盤で強化改造を試みた際には改造を受け付けず、搭載しようとしたガトリングミサイル砲が溶接機の熱で溶けるなど素体状態の防御力は高い。また、妖魔帝国が用いる、触れるものをみな石化させる黒い稲妻も効かず、呪術攻撃に対する耐性も備わっているなど、妖魔帝国に対抗できる唯一の存在である。
操縦席は人間の心臓にあたる場所にあり、額からフェード・インした後、内部のシャフトを降下して座席に収まる。洸の腕に操縦用のサブアームを連結させて腕部を操作する。ひびき洸とは一体であり、初めて強化された巨烈獣（コーカツ）と戦った際には、ライディーンの激しい損傷の影響で、洸も命を落としてしまった（後にムートロンの力により復活）。
人為的な強化が試みられて失敗した後、自ら封印を解き、より強力な武器を使用可能とした。中にはゴッドボイスのように諸刃の剣のような武器も存在したため、戦いはますます過酷になった。
猛禽類を模した戦闘機形態ゴッドバードに変形することが可能。遠距離を移動する際やスピードの早い敵の追跡に多用し、この形態での体当たりが必殺技となる。
主な武器や技は以下のとおり。この他にも、肉弾戦（ライディーンチョップなど技名の発声有り）を行ったり、構造上露出したままの足裏のバーニアから火を噴いてピンチを脱したことも何度かある。
ゴッドゴーガン
左腕装備の弓を用い、背中から取り出した矢を射る。矢の先端には左手の人差し指の先からエネルギー光が移る描写がある。
ゴッドアロー
ゴーガンアローとも呼ばれる。背中の矢を、ゴッドゴーガンを使わずに直接敵に向かって発射する技。
ゴッドゴーガン束ね撃ち
束ねた数本の矢をゴッドゴーガンで一度に撃つ技。
ゴーガンソード
巨烈獣の出現にともないライディーン自らが封印を解いた強化武器の一つ。ゴッドゴーガンの弓の部分を剣のように変形して使用する。ゴッドゴーガンと違い、右腕の損傷に関わらず使用可能。
ライディーン・オーラ・ショック
矢を1箇所に集中的に撃ち込み、指のエネルギー光で衝撃を加えて対象物を切り離す。第17話で使用。

ゴッドブロック
右腕に装備された万能武器を円形に展開して盾として用いる場合こう呼ぶ。スペアを内蔵し、破壊されてもスイッチひとつで元通りになる。
ゴッドブロック・ビッグスピン
封印されていた強化武器の一つ。ゴッドブロックが大型化し、回転して防御力を上げる。回転のパワーは高く、弱い敵の攻撃なら押し返して逆にダメージを与えられる。1度だけ手裏剣のように投げて武器にしたこともある。

ゴッドブーメラン
右腕に装備された万能武器を変形させて取り外し、投擲してブーメランとして用いる場合こう呼ぶ。
大型ゴッドブーメラン（ジェットブーメラン）
封印されていた強化武器の一つ。投げるのではなくブースターによって射出し、ブーメランとしての破壊力を上げると共に、敵から撃ち落される確率を減らす対策となる。

ゴッドブレイカー
右腕に装備された万能武器の先端を延ばし剣として用いる場合こう呼ぶ。
スピンブレイカー
ゴッドブレイカーの派生武器。先端を延ばさずに回転させることで回転ノコギリのように使用する。
ゴッドブレイカー・エネルギーカッター
封印されていた強化武器の一つ。ゴッドブレイカーの届かない敵をエネルギーの刃で斬る。

ゴッドミサイル
みぞおちのあたりの発射孔から発射される鳥形飛翔体。相手にあたって爆発する。翼部分をカッターとして使うこともあった。ゴーガンの矢の先端と合体し、速度と破壊力を強化することも可能。封印されていた他の武器と同時期に機能を開放し、洞窟内への敵にも攻撃可能となる誘導ミサイルとなった。
ゴッドアルファ
念動光線とも呼ばれる、全身から放つ光線。竜巻のような描写もされている。初期の決め技だったが、当時は洸の消耗が激しかった。
ゴッドプレッシャー
頭部から放つ電撃攻撃。38話では巨烈獣バジャーを撃墜している。
ゴッドバード・アタック
ゴッドバードに変形して敵に体当たりする。この際、エスパーレーダーと呼ぶ透視光線で敵の急所を確認することもある。
エスパーバーン
ゴッドバード形態の頭部の眼、もしくは嘴から放つ破壊光線。エスパーレーダーをこう呼称することもあった。
ゴッドバード・スピン
ゴッドバード形態できりもみ状に回転しながら敵に体当たりする技。
ゴッドバード・クロー
ゴッドバード形態時、両脚のツメで相手を攻撃する技。脚が伸縮する。クローは高速回転によってドリルにもなる。
ゴッドサンダー
ゴッドバード形態で落雷を受け、その雷のエネルギーを纏って体当たりする荒技。そのまま電撃のエネルギーを放出する場合もある。
ゴッドバード・ヘッドカッター
封印されていた強化武器の一つ。ゴッドバード形態での頭部と胴体部が分離し、頭部（ヘッドカッター）と頭部の外れた箇所から突出する巨大な刃物やドリルとで敵へ体当たりし破壊力を強化する二段攻撃。

ゴッドボイス
封印されていた強化武器の一つ、洸の「ゴッド・ボイス」の発声で胸が開いて展開する三連装の超音波砲。搭乗者が発声する鬨の声「ゴッド・ラ・ムー」を超音波に変換して相手に叩きつけ、粉砕する。ムートロン金属と言えど共振を防ぐことはできず、洸自身の生体エネルギーも極限まで消耗させてしまう、まさに捨て身の必殺技。初期に登場する透視図では、胸部にゴッドボイスのメカニズムの描写は無い。
後年の漫画『ゴッドバード』では、使用の度にライディーンの内部構造を直接組み換え、ゴッドボイスのメカニズムを造り出すと設定されている。

スパーカー
ひびき洸の乗る武装特殊バイク。洸のライディーンへの搭乗（フェード・イン）は、このスパーカーでのジャンプによりライディーン素体と接近し、頭部からのキャプチャー光を受けることによって行われる。洸が乗り捨てた後のスパーカーはライディーン腹部から伸びるバイクラダーに誘導され格納される(初期は搭載場所が不明であった)。小型ミサイルで武装している。洸の通学などプライベートにも用いられているが乗り逃げされたりするとライディーンに搭乗できなくなる（スパーカーの推進力を用いて搭乗口に接近しなければならないため。ただし第1話は船の上から直接搭乗した）。マシン好きの父親が製作したと第3話で洸の口から語られている。

人面岩
岬の突端にある岩山に巨大な人面を彫りこんだ、ライディーンの整備基地の遺跡。素体状態のライディーンを内部に収納しており、発進時は岩全体が中央から左右に割れる。

ブルーガー
対妖魔部隊コープランダー隊の重戦闘機。ヒラメのような形の機体で、両目がコクピットのキャノピーになっている。主にライディーンと共に戦い、または後方支援を行う。機体両側面が90度下方に折れ曲がり伸びてキャリアアームになり、これによってひびき洸のフェードインを支援することもある。3人乗りだが、1人でも操縦は可能。主武装はミサイルと機雷。
最期は第49話にて妖魔巨烈獣バラゴーンの口から体内に突入し、パイロットの神宮寺もろとも自爆して失われた。

スピットファイター
ブルーガーの上部（「額」の部分）に格納されており、分離して単独行動できる2人乗りの小型戦闘機。機体後部の推進用ファンで飛行する。

ムトロポリス
人面岩付近に建造された、ライディーンの支援を目的とした基地。コープランダー隊はここに待機しており、敵の接近が確認されればただちにブルーガーで出動する。二枚貝のような形状をしており、閉じて防御形態をとることができる。人面岩との間は海で隔たれているが、フェードイン時はワイヤー状のアンカーを発射してスパーカーがその上を走行する。

ボインダー
洸をキャプテンと慕うサッカー部の面々が猿丸の助力（実際はほとんど猿丸一人）で製作したロボット。下半身は蒸気機関車の車体で、両脇にドラム缶を十字型に配した車輪があり、角張った形状の上半身がその上に乗っている。蛇腹状の両腕の先にはハサミ状の手があり、頭部はドラム缶製で大きな目玉と頭頂部に潜望鏡があるほか口は拡声器、耳はパラボラアンテナである。サイズはライディーンや化石獣と比べてはるかに小さい。ライディーンを支援しようとはするものの大抵は役に立たず、しばしば足手まといとなるが、まれに敵の気をそらす程度の役に立つこともある。命名由来は胸部にバネ仕掛けのパンチンググラブを二基備えていることによるが、化石獣に届くようなリーチはない（要するに接敵しなければならない）。蒸気機関車をベースにしているため燃料は石炭で、第26話では燃料切れのために、脱いだ服を炉にくべて動かすという強硬手段を取っている。主な武装は胸部のバネ仕掛けのパンチンググラブ「ボインパンチ」、それにタイヤを巻きつけて威力を増した「ニューボインパンチ」、両手のハサミ、煙突からの煙幕、腹部に装備されたパチンコからの飛び道具など。

古代船
レムリアが乗るムー帝国の帆船。武器は無いが潮流や風を無視して航行出来るばかりでなく潜水や空を飛ぶことが可能で、バリアーを張ることも出来る。
ラ・ムーの星
ムー帝国の象徴にしてムートロンの源とされてきたもの。洸の母であるレムリアは妖魔帝国の復活とラ・ムーの星が必要となることを予期していたため、生まれたばかりの洸や家族を捨て、これを探し求めて放浪の旅に出ていた。
第47話でレムリアによって封印を解かれて真の姿を現し、古代船に組み込まれる。
その真の姿とは透明な巨大球体の中に複雑な機械が組み込まれたムートロンエネルギー解放装置で、これによってムートロンの力を最大まで引き出すことが出来るが、その代償として使用した者の念動力を極限まで消耗させ、命の危険を及ぼす。
最終回でレムリアが使用し、ライディーンをバラオと同じ大きさにまで超巨大化させてバラオを倒すことに成功するが、レムリアは使用の代償として命を落とす。

### 妖魔帝国（メカ）
ドローメ
集団で現れる下級妖魔獣。タコやイカもしくはクラゲに似た形状で、2本の触腕を持つ。口吻から溶岩弾を射出したり、これを触腕で投げつけて攻撃する。主にシャーキンの軍団で使用された。

ガンテ
別名大魔竜。作戦行動時、アギャール（後にその後任ダルダン）が搭乗して前線で指揮を執る、戦闘母艦的な巨大妖魔獣。無数のドローメを引き連れて飛来する。人間の手を模した岩塊のような姿で（名称の由来＝「岩（ガン）手（テ）」）、指先の部分にそれぞれ頭部を持つ。

メカガンテ
ガンテの後継母艦。ガンテを機械に置き換えたデザイン。
基本的に轟雷巨烈の母艦として使用していたが、第47話では激怒巨烈へ一時的に貸与している。同話で古代船ごとレムリアを捕えるも奪還され、ゴッドバード・ヘッドカッターによって破壊されてしまう。再建造されたようで第48話にも登場している。

化石獣
妖魔帝国が地上侵略のため送り込む怪獣。ベロスタンが儀式を行なって隆起した岩塊を素体とし、バラオ像の両眼から放たれた怪光線によって生命を得る。形状も能力も様々で、後に兵器などの機械を融合させ、強化されるようになる。中にはジャガー（声-森功至）やコンガーのような生きた者もベロスタンに化石獣へ変身させられる。

巨烈獣
豪雷・激怒の巨烈兄弟が作り出す戦闘ロボット。登場初期は、冒頭にそれぞれの巨烈獣を持ち寄ってバラオの面前で対決させ、勝った方をライディーンに差し向けていた。通算成績は13戦6勝5敗2引き分けで激怒巨烈の勝ち。後にバラオが兄弟それぞれの巨烈獣を合体させて「合体獣」を創り出すことも数度あった。
化石獣、巨烈獣とも、人間を改造する場合もある（第10話、第36話）。第48話では豪雷巨烈も自らを巨烈獣に変化させて戦いを挑んできた。

バラゴーン
第49話に登場するバラオの切り札。巨竜の背に4本腕の騎士の上半身が生えた姿をしており、うち2本の手首は巨烈兄弟の首となっている。バラオの髪と爪から生まれた分身のような存在である。これが最初の出現ではなく、かつてムーを襲撃したことがある。その力はレムリアに巨烈獣100体分のパワーと評されている。武装は火炎（もしくはマグマ）や破壊光線、鋼の髪、剣と槍、巨烈兄弟の首から放つ含み針など。ライディーンも苦戦し神宮寺の犠牲なしには倒せなかった強敵である。妖魔巨烈獣バラゴーンと表記されている。

## スタッフ
- チーフ・ディレクター - 富野喜幸（第1話 - 第26話）
- 総監督 - 長浜忠夫（第27話 - 第50話）
- 企画 - 東北新社、旭通信社
- 原作 - 鈴木良武（連載誌 - 『テレビマガジン』、『冒険王』）
- キャラクターデザイン - 安彦良和
- メカニックデザイン - 村上克司、スタジオぬえ（いずれもクレジット表記無し）
- プロデューサー - 宮崎慎一、小澤英輔、岸本吉功
- 音響監督 - 斉藤敏夫
- 音響制作担当 - 沼田かずみ
- 音楽 - 小森昭宏
- 制作 - NET、東北新社

## 主題歌・挿入歌・イメージソング
オープニングテーマとエンディングテーマの初出は1975年4月発売のシングル・レコード（SCS-249）。同8月発売のLPレコード「アクションデラックス 戦え! 勇者ライディーン」（型番：CW-7027）には、OPとEDに加え、挿入歌・イメージソングが収録された。いずれも、発売元は日本コロムビア。
なお、本作の主題歌は、それまで特撮ヒーローの主題歌・挿入歌を中心に歌っていた子門真人が初めて歌ったロボットアニメソングである。子門は『マジンガーZ』の主題歌などをカヴァーした経験はあったが、ロボットアニメの正規の主題歌の歌唱を担当したのは本作が初である。
下記各曲とも、作詞は山川啓介、作曲・編曲は小森昭宏による。
オープニングテーマ「勇者ライディーン」
歌 - 子門真人、コロムビアゆりかご会
第7、9、11話では挿入歌として使用された。
池田鴻によるカヴァー版が、キングレコードより発売された。のちに制作された同じくテレビ朝日系列のアニメ『クレヨンしんちゃん』のオープニングテーマ「とべとべ おねいさん」は「勇者ライディーン」に似ているが、作曲者は似せる気はなかった。
エンディングテーマ「おれは洸だ」
歌 - 子門真人、コロムビアゆりかご会
第1、8、10、11、13、15、20話では挿入歌として使用された。
この曲をアレンジしたBGMが、洸の出撃シーンの定番曲として使用された。
挿入歌・イメージソング
「戦え! ライディーン」（第3、7 - 9、11、12、23、26話）
歌 - 子門真人
「神と悪魔」（第4、7、10 - 14、17、21、24、26、50話）
歌 - 子門真人
戦闘シーンで多用された。
「ぼくらの仲間ライディーン」（第12話）
歌 - こおろぎ'73、コロムビアゆりかご会
「飛べ! ゴッドバード」（第13、16、20、25話）
歌 - 子門真人
「バラオが笑う」
歌 - こおろぎ'73
「行こうよ洸」
歌 - 子門真人、堀江美都子
堀江美都子は後年、この曲を水木一郎とのデュエットでセルフ・カヴァーした。「スーパーロボット大戦 ボーカルコレクション 2」および「スーパーロボット魂 ザ・ベスト Vol.2 スパロボ編 2」に収録されている。
「女の子だもの」
歌 - 大杉久美子
「コープランダー隊歌」
歌 - こおろぎ'73
「進め天下のレッド団」
歌 - こおろぎ'73
「海よ」
歌 - 子門真人
子門が自分の持ち歌の中で最も気に入っているという曲。

## 各話リスト
| 話数   | 放送日        | サブタイトル               | 脚本     | コンテ     | 担当演出   | 作画監督          | 登場怪獣                                                                                         |
| ------ | ------------- | -------------------------- | -------- | ---------- | ---------- | ----------------- | ------------------------------------------------------------------------------------------------ |
| 第1話  | 1975年 4月4日 | 大魔竜ガンテ               | 五武冬史 | 富野喜幸   | -          | 安彦良和          | 妖魔獣ドローメ（複数）                                                                           |
| 第2話  | 4月11日       | 化石巨獣バストドン         | 山本優   | 安彦良和   | -          | 安彦良和          | 化石獣バストドン（声-立壁和也）                                                                  |
| 第3話  | 4月18日       | 鋼鉄獣ガーダ               | 五武冬史 | 頼田強     | -          | 安彦良和          | 化石獣ガーダ                                                                                     |
| 第4話  | 4月25日       | 大マドン東京全滅           | 山本優   | 奥田誠治   | -          | 安彦良和          | 化石獣マドン                                                                                     |
| 第5話  | 5月2日        | 強襲!超音獣ビイラ          | 五武冬史 | 高橋資祐   | -          | 安彦良和          | 化石獣ビイラ                                                                                     |
| 第6話  | 5月9日        | 奪回!巨大トータスの人質    | 吉田喜昭 | 頼田強     | -          | 安彦良和          | 化石獣トータス                                                                                   |
| 第7話  | 5月16日       | 分裂獣スカールを砕け!      | 辻真先   | 高橋資祐   | -          | 安彦良和          | 化石獣スカール                                                                                   |
| 第8話  | 5月23日       | 逆襲!双頭魔獣シバ          | 伊上勝   | 高橋資祐   | -          | 安彦良和          | 化石獣シバ                                                                                       |
| 第9話  | 5月30日       | 恐怖!マンモーの冷凍作戦    | 伊上勝   | 頼田強     | -          | 安彦良和          | 化石獣マンモー                                                                                   |
| 第10話 | 6月6日        | 対決!化石人ジャガーの恋    | 辻真先   | 安藤正信   | -          | 安彦良和          | 化石獣ジャガー（声-森功至）                                                                      |
| 第11話 | 6月13日       | 殺し屋ギルディーンの陰謀   | 辻真先   | 秦泉寺博   | -          | 安彦良和          | 化石獣ギルディーン（声-石丸博也）                                                                |
| 第12話 | 6月20日       | 火球獣アルガンドスの痛撃   | 伊上勝   | 高橋資祐   | -          | 安彦良和          | 化石獣アルガンドス                                                                               |
| 第13話 | 6月27日       | 妖変美女シュラガの愛       | 高久進   | 頼田強     | -          | 安彦良和          | 化石獣シュラガ（声-平井道子）                                                                    |
| 第14話 | 7月4日        | 暗闇魔獣ダアクルの洞窟     | 辻真先   | 安藤正信   | 三家本泰美 | 安彦良和          | 化石獣ダアクル                                                                                   |
| 第15話 | 7月11日       | 宝石魔獣ダイヤンの復讐     | 辻真先   | 高橋資祐   | 高橋資祐   | 安彦良和          | 化石獣ダイヤン                                                                                   |
| 第16話 | 7月18日       | 海竜ドローズデンの地獄攻め | 高久進   | 富野喜幸   | 神田武幸   | 野崎恒仲          | 化石獣ドローズデン                                                                               |
| 第17話 | 7月25日       | 不死身ゴーレモンの悪魔裂き | 山本優   | 安藤正信   | 三家本泰美 | 野崎恒仲          | 化石獣ゴーレモン                                                                                 |
| 第18話 | 8月1日        | 壮烈!アギャール必殺の電撃  | 伊上勝   | 高橋資祐   | 高橋資祐   | 佐々門信芳        | 化石獣タランチュ                                                                                 |
| 第19話 | 8月8日        | 巨獣ゴンガー魔腕の唸り     | 辻真先   | 安藤正信   | 神田武幸   | 谷口守泰          | 化石獣ゴンガー                                                                                   |
| 第20話 | 8月15日       | 残忍!悪魔提督ダルダン      | 伊上勝   | 頼田強     | 三家本泰美 | 野崎恒仲          | 化石獣ドッグキャット                                                                             |
| 第21話 | 8月22日       | 強撃!翼獣ムチールの罠      | 辻真先   | 安藤正信   | 棚橋一徳   | 中村一夫          | 化石獣ムチール                                                                                   |
| 第22話 | 8月29日       | 乱撃!魔鳥コンドルンの爪    | 高久進   | 安藤正信   | 神田武幸   | 野崎恒仲          | 化石獣コンドルン 化石獣ゴーガー                                                                  |
| 第23話 | 9月5日        | 妖刀鎌ギラーと轟撃モグロン | 伊上勝   | 富野喜幸   | 三家本泰美 | 佐々門信芳        | 化石獣カマギラー 化石獣モグロン                                                                  |
| 第24話 | 9月12日       | 分身魔獣キバンゴの怪拳!    | 山本優   | 安藤正信   | 高橋資祐   | 野崎恒仲          | 化石獣キバンゴ                                                                                   |
| 第25話 | 9月19日       | 灼熱獣モドロスの炎         | 五武冬史 | 安藤正信   | 神田武幸   | 塩山紀生          | 化石獣モドロス                                                                                   |
| 第26話 | 9月26日       | 妖獣ガメレーン地獄の大進撃 | 伊上勝   | 安彦良和   | 三家本泰美 | 谷口守泰          | 化石獣ガメレーン（声-立壁和也） 再生化石獣軍団                                                   |
| 第27話 | 10月3日       | シャーキン悪魔の闘い       | 伊上勝   | 安彦良和   | 神田武幸   | 坂本三郎          | 巨大化シャーキン 化石獣アリージゴ                                                                |
| 第28話 | 10月10日      | 地獄の巨烈獣大あばれ!      | 辻真先   | 高橋資祐   | 高橋資祐   | 坂本三郎          | 豪雷巨烈獣コーカツ（声-立壁和也） 激怒巨烈獣グレート・ザ・フンヌ （声-井上真樹夫）               |
| 第29話 | 10月17日      | 七つ目獣レーザルを叩け     | 辻真先   | 高橋和十八 | 三家本泰美 | 坂本三郎          | 激怒巨烈獣レーザル（声-立壁和也） 豪雷巨烈獣ドリンゲン（声-井上真樹夫）                          |
| 第30話 | 10月24日      | 怪力ガンマー脳天つぶし     | 五武冬史 | 斧谷稔     | 野村和史   | 坂本三郎          | 激怒巨烈獣ガンマー 豪雷巨烈獣ゲルド                                                              |
| 第31話 | 10月31日      | 恐怖のテツダンさかさ落とし | 五武冬史 | 高橋資祐   | 楠ゆたか   | 谷口守泰          | 豪雷巨烈獣テツダン 激怒巨烈獣ドハツ                                                              |
| 第32話 | 11月7日       | ドライガー心臓破り作戦     | 山本優   | 三家本泰美 | 三家本泰美 | 佐々門信芳        | 激怒巨烈獣ドライガー（声-立壁和也） 豪雷巨烈獣アンタレス                                         |
| 第33話 | 11月14日      | 破壊魔獣11の秘密           | 辻真先   | 高橋資祐   | 高橋資祐   | 坂本三郎          | 激怒巨烈獣クラッシュ（声-立壁和也） 豪雷巨烈獣ゼンダ                                             |
| 第34話 | 11月21日      | ガルジャー謎の秘密兵器     | 古城武司 | 富沢雄三   | 楠ゆたか   | 谷口守泰          | 豪雷巨烈獣ガルジャー 激怒巨烈獣ギラン                                                            |
| 第35話 | 11月28日      | 熱火竜サラマンダーの炎     | 辻真先   | 高橋資祐   | 三家本泰美 | 坂本三郎          | 激怒巨烈獣サラマンダー 豪雷巨烈獣ヒュードラ                                                      |
| 第36話 | 12月5日       | 地獄の射手マダンガー       | 五武冬史 | 斧谷稔     | 野村和史   | 佐々門信芳        | 豪雷巨烈獣マダンガー 激怒巨烈獣ガントス 激怒巨烈獣ユリカ（声-吉田理保子）                        |
| 第37話 | 12月12日      | ザイクロン激突カーレース   | 山本優   | 安藤正信   | 楠ゆたか   | 谷口守泰          | 豪雷巨烈獣ザイクロン                                                                             |
| 第38話 | 12月19日      | 再生魔獣ダングスを砕け!    | 古城武司 | 高橋和十八 | 三家本泰美 | 坂本三郎          | 豪雷巨烈獣ダングス（声-飯塚昭三） 激怒巨烈獣バジャー（声-木原正二郎）                            |
| 第39話 | 12月26日      | 怪鳥獣ギガールの爪         | 高久進   | 高橋資祐   | 高橋資祐   | 坂本三郎          | 激怒巨烈獣ギガール（声-立壁和也） 豪雷巨烈獣ガンタレス                                           |
| 第40話 | 1976年 1月2日 | 黒い殺人鬼ジェットクロス   | 辻真先   | 安藤正信   | 楠ゆたか   | 坂本三郎          | 激怒巨烈獣ジェットクロス（声-立壁和也） 豪雷巨烈獣ガンダーラ                                     |
| 第41話 | 1月16日       | 強力合体獣ガードンの罠     | 五武冬史 | 高橋良輔   | 三家本泰美 | 坂本三郎          | 合体巨烈獣ガードン（声-立壁和也） 激怒巨烈獣ガンダー 豪雷巨烈獣ゲルドン                          |
| 第42話 | 1月23日       | サンドキラー恐怖の砂嵐     | 辻真先   | 高橋資祐   | 野村和史   | 安彦良和          | 合体巨烈獣サンドキラー 激怒巨烈獣ストームキラー（声-小関一） 豪雷巨烈獣サンダース（声-立壁和也） |
| 第43話 | 1月30日       | 殺し屋合体獣シャーゴン     | 田口章一 | 安藤正信   | 楠ゆたか   | 坂本三郎          | 合体巨烈獣シャーゴン（声-立壁和也） 豪雷巨烈獣メカシャーク 激怒巨烈獣ゴンドル（声-立壁和也）     |
| 第44話 | 2月6日        | キバガーダ猛火攻め         | 古城武司 | 出﨑哲     | 三家本泰美 | 安彦良和          | 激怒巨烈獣キバマタ 豪雷巨烈獣ビガーダ                                                            |
| 第45話 | 2月20日       | 死神ギルモラー悪魔ばさみ   | 五武冬史 | 高橋資祐   | 高橋資祐   | 坂本三郎          | 合体巨烈獣ギルモラー（声-立壁和也） 豪雷巨烈獣モンドラー 激怒巨烈獣ギルセイド（声-立壁和也）     |
| 第46話 | 2月27日       | ガビローン魔の死刑台       | 辻真先   | 長浜忠夫   | 野村和史   | 塩山紀生 谷口守泰 | 合体巨烈獣ガビローン 激怒巨烈獣ガドール 豪雷巨烈獣ラドロン                                       |
| 第47話 | 3月5日        | 激怒巨烈地獄の叫び         | 高久進   | 斧谷稔     | 三家本泰美 | 坂本三郎          | 激怒巨烈 激怒巨烈獣スレイド 激怒巨烈獣ゴースタン                                                 |
| 第48話 | 3月12日       | 豪雷巨烈軍団の挑戦         | 田口章一 | 高橋資祐   | 野村和史   | 坂本三郎          | 巨大巨烈獣バンガー 豪雷巨烈獣バイデン 豪雷巨烈獣モンギー 豪雷巨烈獣スネーカー                    |
| 第49話 | 3月19日       | バラオ最後の賭け           | 山本優   | 安彦良和   | 野村和史   | 安彦良和          | 妖魔巨烈獣バラゴーン                                                                             |
| 第50話 | 3月26日       | 輝け!不死身のライディーン  | 五武冬史 | 斧谷稔     | 三家本泰美 | 坂本三郎          | 妖魔大帝バラオ                                                                                   |

1976年1月9日（第40話と41話の間）は第27話の、1976年2月13日（第44話と45話の間）は第30話のそれぞれリピート。

## 放送局
- NET（制作局）：金曜 19:00 - 19:30
- 北海道テレビ：金曜 19:00 - 19:30[23]
- 青森放送：火曜 17:55 - 18:25[24]
- テレビ岩手：火曜 18:00 - 18:30[25]
- 山形放送：木曜 17:00 - 17:30[26]
- 東北放送：日曜 9:00 - 9:30（1975年9月まで）[27]
  - 東日本放送：金曜 19:00 - 19:30（1975年10月開局時から）[28]
- 福島中央テレビ：金曜 19:00 - 19:30[29]
- 新潟総合テレビ：金曜 19:00 - 19:30[30]
- 長野放送：日曜 9:30 - 10:00（1977年3月時点、遅れネット）[31]
- テレビ山梨：火曜 18:00 - 18:30[32]
- 静岡放送：木曜 17:30 - 18:00[33]
- 北陸放送：水曜 17:25 - 17:55[34]
- 福井放送：水曜 18:00 - 18:30（1975年10月時点）[35]→土曜 17:20 - 17:50（1976年5月29日終了時点、『終』マークは無かった）[36]
- 名古屋テレビ：金曜 19:00 - 19:30[37]
- 朝日放送：金曜 19:00 - 19:30
- 山陰放送：金曜 18:00 - 18:30[38]
- 岡山放送：水曜 18:00 - 18:30[39]（当時の放送免許エリアは岡山県のみ）
- 瀬戸内海放送：金曜 19:00 - 19:30[39]（当時の放送免許エリアは香川県のみ）
- 広島ホームテレビ：金曜 19:00 - 19:30[39]
- 山口放送：日曜 午前9:00 - 9:30[40]
- テレビ愛媛：土曜 午前6:55 - 7:25[41]（1975年9月まで）→ 土曜 朝8:30 - 9:00[42]（1975年10月から）
- 九州朝日放送：金曜 19:00 - 19:30[43]
- 長崎放送：金曜 17:00 - 17:30[44]
- 熊本放送：火曜 17:30 - 18:00[44]
- 鹿児島テレビ：土曜 16:30 - 17:00[45]
- 沖縄テレビ：水曜 18:00 - 18:30[46]（5か月遅れネット[47])

## 劇場版
1976年3月13日公開の「東宝チャンピオンまつり」内で、TVブローアップ版が上映された。話数は不明。上映時間は25分。「東宝チャンピオンまつり」で巨大ロボットアニメが上映されたのはこれが唯一。
同時上映は『ピーター・パン』・『ミッキーのがんばれ! サーカス』・『ドナルドダックのライオン大騒動』・『チップとデールの怪獣をやっつけろ!』・『ドナルドダックの人喰いサメ』・『元祖天才バカボン』・『タイムボカン』の計7本。なお、この回の興行は「ディズニー・フェスティバル」と銘打たれ、特撮映画では無くディズニー映画をメインとした変型興行だった。

## エピソード
- 玩具ジャンボマシンダーのライディーン版のCMは、愛川欽也が演じた特徴的なものだった。ライディーンの人形に囁かれた（という設定の）愛川が、「ん?『アカガマキンニコ』…?『赤提灯、一回我慢すればキン坊ニコニコ』…! 言うじゃらいでぃーん!」とダジャレで父親世代の購買意欲を煽るというもの。
- 『機動戦士ガンダム』TV版第42話では、スタッフのお遊びとして『無敵鋼人ダイターン3』と共にジム用シールドを持って登場している。
- テクノグループ・イエロー・マジック・オーケストラ（YMO）が 1980年に発表した代表曲にタイトルを使用した。元々はアニメにも引用された雷電爲右エ門 から『雷電』と表記していたが、当時アメリカでもこのアニメがヒットしており、タイトルを変えたという[49]。カタカナ表記は共に「ライディーン」だが、アニメは"RAIDEEN"、YMOの楽曲は"RYDEEN"と綴りが異なる。

## コミカライズ
- 講談社『テレビマガジン』1975年4月号 - 1976年4月号、1975年8月号増刊、1976年4月号増刊。作画：蛭田充。

番組放映（連載）当時は単行本化されなかったが、後に大都社 から一冊にまとめられて刊行された。
- 秋田書店『冒険王』 1975年5月号 - 1976年4月号。作画：古城武司。

2024年2月現在、単行本化されていない。番組放映（連載）当時に秋田書店から単行本化されたのは、この『冒険王』連載のものではなく、作画担当者も異なる下記の描きおろし漫画であった。
- 秋田書店サンデーコミックス 単行本描きおろし。作画：時里信一[52][53]。

秋田書店『冒険王』に連載された漫画が単行本化される際には、同社のサンデーコミックスから発行されるのが常であったが、『勇者ライディーン』の単行本が、なぜ『冒険王』に連載していた古城武司のものではなく、時里信一による描きおろしとなったのかは詳細不明。

## パチンコ
2010年9月より藤商事から『CR勇者ライディーン』が導入。
また2014年6月には高尾から『REIDEEN』とのコラボ作『CRダブルライディーン』が導入。世界観としては『REIDEEN』のものがベースで本作の方はゲストキャラに近い扱いになっている。

## ゲーム
クロスオーバー作品「スーパーロボット大戦シリーズ」に本作のキャラクター・ロボットが登場している。
桜野マリは原作初期の高坂真琴が起用されている。明日香麗役は初期の作品では岡村明美だったが、『IMPCT』からは原作と同じく江川菜子となった。
- 第3次スーパーロボット大戦（1993年）
- 第4次スーパーロボット大戦（1995年）
- 新スーパーロボット大戦（1996年）
- スーパーロボット大戦α（2000年）
- スーパーロボット大戦COMPACT（1999年）
- スーパーロボット大戦COMPACT2（2000年）
- スーパーロボット大戦α外伝（2001年）
- スーパーロボット大戦IMPACT（2002年）
- スーパーロボット大戦Scramble Commander（2003年）
- スーパーロボット大戦MX（2004年）
- 第3次スーパーロボット大戦α（2005年）
- スーパーロボット大戦Scramble Commander the 2nd（2007年）
- スーパーロボット大戦モバイル（2012年）
- スーパーロボット大戦Card Chronicle（2012年）
- スーパーロボット大戦DD（2023年）
- スーパーロボット大戦Y（2025年）